# Donna è meraviglia
Donna è meraviglia (In Praise of Older Women) è un film del 1978 diretto da George Kaczender e tratto dal romanzo Elogio delle donne mature di Stephen Vizinczey.

## Trama
Andras Vajda è un giovane ragazzo deluso dalle ragazze della sua età che incontra Maya, una donna adulta e sposata di trent'anni.